# Tiya
Tiya is een plaats in het zuiden van Ethiopië met 3363 inwoners (2005).
In de omgeving van Tiya staan 36 stelae of obelisken die een grote begraafplaats markeren. De leeftijd en culturele oorsprong van de bouwwerken zijn onbekend. Ze vertonen gelijkenis met de (veel oudere en hogere) stelae in Aksum, eveneens in Ethiopië.
Deze archeologische vindplaats is een Werelderfgoed sinds 1980.
- Bibliothèque nationale de France: cb125095403 (data)
- Virtual International Authority File: 5144648134021488717